# تفجير مفرق ميهولا
تفجير مفرق ميهولا: هو تفجير وقع بتاريخ 16 ابريل 1993، وهو أول هجوم بسيارة مفخخة تبنى الهجوم كتائب القسام الجناح العسكري لحركة حماس (فلسطين) وهذا الهجوم وهو أول هجوم تفجيري يخطط له المهندس يحيى عياش قائد كتائب القسام بالضفة الغربية ونفذه الأستشهادي (ساهر التمام من نابلس)  والذي بسببه تم وضع اسمه على لائحة المطلوبين لأجهزة الأمن الإسرائيلي، استهدف التفجير مفترق ميهولا شمال شرق الضفة الغربية قرب قرية بردلة الفلسطينية حيث تم تفجير باص مفخخ من «نوع فولكس فاغن بيتل» في المفترق مما أدى إلى مقتل إسرائيليان وجرح 9 آخرين.